# Palazzo di Giustizia (Cagliari)
Il palazzo di giustizia di Cagliari è ubicato in piazza della Repubblica.

## Storia
Nel 1929 iniziarono i primi studi per l'edificazione di un palazzo di giustizia, in quanto gli stabili del Castello dove avevano sede gli uffici del tribunale, non erano più ritenuti idonei. Inizialmente l'area prescelta per il nuovo palazzo si trovava in viale Trieste, ma poi si preferì la zona di Su Baroni, alle pendici del monte Urpinu. Al concorso del 1933 vinse la proposta dell'ingegnere Domenico Dettori, ma alla progettazione definitiva contribuirono anche gli architetti Gino Benigni, anche autore del palazzo di giustizia di Sassari, e Augusto Valente, progettista del palazzo INCIS di piazza Galilei; importanti contributi sono inoltre da attribuirsi ai professionisti del Genio civile che ne curarono la realizzazione.
Il palazzo di giustizia fu inaugurato nel 1938.
Una seconda ala dell'edificio, antistante via Vidal, fu costruita nel corso degli anni ottanta e novanta.